# Мексико (град)
Вижте пояснителната страница за други значения на Мексико.
Мексико (на испански: Ciudad de México, изговор: Сиудад де Мехико; известен до XVI век като Теночтитлан) е столицата и най-големият град на северноамериканската държава Мексико. Той е и най-големият град на Южна и Северна Америка и третата по големина градска агломерация в света (след Токио и Сеул), към 2020 г. образува урбанизирана зона с 23 146 802 жители. Населението на самия град се състои от 9,2 млн. души. Намира се в Мексиканската долина при средна надморска височина от 2240 m и с площ от 1495 km² и е административно разделен на 16 области. Той е главният политически, икономически, социален, научен, финансов, бизнес, туристически, културен, комуникационен център със забавления и нова мода. Той е сцена на няколко от най-важните исторически и медийни събития.
Няма научен консенсус относно датата на основаването на града, но може би е в началото на четиринадесети век. Връзките, направени с периода на Нова Испания, поставят основите на 13 март 1325 г. в средата на езерото Текскоко, с името Теночтитлан, което става с течение на времето столица на империята на ацтеките. На 13 август 1521 г. ацтеките са победени с превземането на града от испанците, събитие, което бележи началото на колониалната епоха.
През 1535 г. официално е създадено Вицекралство на Нова Испания, и новият град Мексико е създаден на основата на стария Мексико-Теночтитлан, признат с кралски указ от 1545 г. обявен е за столица на Вицекралството, а след това работи като политически, финансов и административен център на териториите на испанската империя в Северна Америка, Централна Америка, Азия и Океания.
През 1823 г. е обявена Първата федеративна република и официално се слага край на Първата мексиканска империя на 18 ноември 1824 г. Конгресът решава да създаде федерален окръг, където да се съсредоточи изпълнителната, законодателната и съдебната власт в дадена територия, които не принадлежат към нито една конкретна държава, за да се избегне хегемонията на една държава пред останалите във федерацията. Мексико Сити е избрана за целта.
След години на искания за политическа автономия, жителите най-накрая получават право да избират глава на правителството и представители в еднокамерната законова асамблея през 1997 г. Оттогава лявата партия на Демократичната революция има контрол в политиката. През 2016 г. след политически реформи престава да бъде федерален окръг и официалното име се променя от федерален окръг на Мексико Сити. В 2017 г. конституцията влиза в сила.
През 1968 г. той е първият град в Латинска Америка, избран за домакин на Олимпийските игри. Мексико е вторият град след Лондон с най-голям брой музеи.

## История

### Теночтитлан
Теночтитлан се нарича столицата на ацтекската империя от 1325 г. до 1521 г., когато градът попада под властта на испанските колонизатори. Приблизителната дата на основаването на града е 18 юли 1325 г. Столицата се издига на няколко острова посред соленото езеро Тескоко в близост до по-старото селище Тлателолко. Постепенно градът се разраства и се разпростира на изкуствено създадени полуострови и острови. Двата града Теночтитлан и Тлателолко се сливат в една огромна островна столица. 100 години след създаването на града той наброява около 100 000 души, а 200 години след това – около 250 000 (а според някои по-смели пресмятания – до 500 000 души).

### Основаване
След като акостира във Веракрус, Ернан Кортес чува за този велик град на ацтеките и успява да убеди местните жители да му помогнат да го разруши. За първи път той вижда града на 8 ноември 1519 г. и е удивен от красотата и големината му. Напрежението между ацтеките и испанците расте, докато една вечер на 30 юни 1520 година ацтеките възстават и успяват да отблъснат европейците. Те решават, че са ги отблъснали завинаги, но Кортес събира нови сили и се завръща през май 1521 година. По това време се разпространява и епидемия от дребна шарка. Ернан Кортес обсажда града и в продължение на 3 месеца градът страда от липса на вода и храна, като епидемията от дребна шарка покосява много от жителите на града. След това Кортес води битка за града улица по улица и къща по къща. Най-накрая през август 1521 година градът пада. Така конкистадорът Ернан Кортес завзема стария ацтекски град Теночтитлан и върху неговите развалини се ражда новият град Мексико.

### Реконструкция и растеж
Кортес решава да застрои наново града след почти пълното му разрушаване, като при това остава верен на испанската корона. Мексико се превръща в могъщ град-държава.
Въпреки че испанците използват разположението и градоустройствения план на Теночтитлан, те строят католически църкви върху старите храмове на ацтеките. Населението на града постепенно нараства, а заедно с него и територията му. Икономиката на града също разцъфтява благодарение на търговията, тъй като Мексико има лесен достъп до Атлантическия и Тихия океан. Въпреки опитите на испанската корона да контролира напълно търговията, тя успява само частично. Испанците също така се опитват да наложат единна католическа вяра, но и там успяват само отчасти.
Понятието благородство процъфтява в Нова Испания по начин, невидян в другите части на Америка. Испанците срещат общество, в което понятието за благородство е огледално на тяхното. Те уважават порядките на благородниците от местното население и ги добавят към своите. Благородническата титла в Мексико в следващите столетия не е свързана с политическа власт, а по-скоро с богатство и позиция в обществото. Трябва да се докаже аристократичният и благороден произход на семейството. Повечето семейства постигат това, като натрупват богатства извън града и след това ги харчат и инвестират в столицата, като строят църкви и големи елегантни палати. Днес някои от тях са все още запазени и могат да се видят в града.
Мексико постига независимост през 1821 година и първоначално е управлявано от Агустин де Итурбиде, първият император на Мексико, чиято коронация е осъществена в Градската катедрала на Мексико. През 1824 г. страната е обявена за република и град Мексико е нейната столица. През 1929 година робството е забранено на територията на държавата. През 1847 година град Мексико попада под ударите на САЩ, които се стремят да разширят териториите си в рамките на Мексиканско-американска война. Периодът на окупация продължава до 1848 година. От 1863 г. до 1867 г. градът е окупиран от френски войски във връзка с опита на френския император Наполеон III да възстанови монархията, начело с австро-унгарския принц Максимилиан, под името император Максимилиан I, който установява резиденцията си в Чапултепекския замък, намиращ се на хълм в покрайнините на град Мексико. За връзка между двореца и центъра на града е построен широк булевард, наречен Булевардът на императрицата в чест на съпругата на Максимилан, императрица Шарлота. След края на неблагополучната френска интервенция Мексико отново е република и под водачеството на президента Порфирио Диас започва засилен икономически напредък, който се отразява и върху развитието на неговата столица.

### XX век
Историята на Мексико през XX и XXI век е свързана с растежа на града и последиците от него върху политиката и околната среда.
През 1900 г. населението на града е 500 000 души. В периода 1910 – 1917 г., след 30-годишната диктатура на Порфирио Диас, се разгръща кръвопролитна революционна борба, завършила с победата на демократичната революция. През 1929 г. в столицата се установява правителството на страната и е проведена национализация на крупни предприятия. След всичко това градът започва да расте основно на запад, след което през 1950-те започва да расте на височина, когато е построен първият небостъргач – „Торе Латиноамерикана“ (Латиноамериканската кула). Олимпийските игри от 1968 година, които се провеждат в Мексико, способстват за построяването на много нови спортни съоръжения. През 1969 година е открито метрото.
През 1960-те започва нов, още по-голям растеж на града, особено на север, северозапад и североизток. Между 1960 и 1980 година населението се удвоява и наброява 8 831 079 души. Поради невероятния растеж и поради това, че повече от половината от заетостта, свързана с различните индустрии в държавата, се намира в град Мексико, управлението на града едва смогва с услугите. Много от жителите на аграрните райони се преместват да живеят тук, за да избягнат тежкия и беден живот. Това още повече увеличава проблемите на града. Поради липса на жилищна площ, те се заселват в покрайнините, където строят нелегални примитивни постройки. Това способства за още по-силното замърсяване на водата и въздуха.
Автократичното правителство на града, което управлява Мексико след революцията, се задържа на власт основно поради икономическия растеж след Втората световна война и въпреки неспособността му да се справи с проблемите на растежа и замърсяването. През 1960-те започват масови протести, основно на студенти, които ескалират през 1968 година и водят до масови убийства на площада в квартал Тлателолко 10 дни преди започване на Олимпийските игри.
Един от най-тежките удари за града е земетресението от 1985 година. То се случва на 19 септември 1985 г. и нанася тежки поражения. Земетресението е с магнитуд 8,1, а епицентърът му е в щата Мичоакан. Жертвите са 10 000 загинали и 30 000 ранени, като 95 000 души остават бездомни. Материалните щети се оценяват на 4 милиарда американски долара. Разрушени са 416 сгради, а над 3000 са сериозно увредени. Макар да не е толкова разрушително като други земетресения в Латинска Америка, то се оказва от решаващо значение за управлението на града, съставено от една-единствена партия. То е парализирано от собствената си бюрокрация и корупция, което заставя гражданите сами да провеждат спасителните акции.
През 1997 година е избран нов кмет на града, Куаутемос Карденас, член на партията на Демократичната революция. Той провежда редица демократични реформи и успява да постигне известни успехи в борбата с престъпността, замърсяването и други проблеми. Той си подава оставката през 1999 година, за да се кандидатира за президент.

## География
Град Мексико е разположен в самия център на страната, в Мексиканската долина, която понякога е наричана Мексикански басейн. Тази долина е разположена на Мексиканското плато. То е с височина 2240 m над морското равнище и е заобиколено от всички страни с планини и вулкани, които в отделни райони достигат височина над 5000 m. На север от града се намира планината Гуадалупе, на изток – планината Санта Катарина, а на юг – Лас Крусес и Ахуско. Двата най-големи и най-високи вулкани са Истаксиуатъл (5230 m) и Попокатепетъл (5452 m). Водата, която се стича от тези планини, застрашава града от наводнения, затова още през XVII век е построена система от канали и тунели. Градът също така често има засилена сеизмична дейност с висока вероятност от земетресения.
Мексико е построен на мястото, където се е намирало езерото Тескоко. Източването на водите на това езеро започва още през XVII век и днес то е пресушено. Въпреки това дъното му е нестабилно, меко и постепенно пропада поради извличане на подземните води. За последното столетие градът е пропаднал до 9 m на някои места. Това засилва вероятността от наводнения и създава проблеми с отходните системи, особено по време на дъждовния сезон.
| Различни карти на федералния район |                  |                  |
|                                    |                  |                  |
| Топографска карта                  | Хидроложка карта | Карта на климата |

## Климат
Град Мексико има субтропичен, океански климат, който се дължи на неговото местоположение, както и на голямата му надморска височина. По-ниската част на долината получава по-малко валежи, отколкото по-високите части на юг. Като правило, климатът на южните и западните квартали е по-сух и топъл от тези, които се намират на север, както и от планинските райони с борови и дъбови гори, известни като Ахуско.
Средните годишни температури варират от 12 до 16 °C в зависимост от височината. Най-ниските температури обикновено са регистрирани през януари и февруари и достигат -2 до -5 °C със снеговалежи в южните части при Ахуско. Максималните температури са измерени през късната пролет и лятото, когато могат да достигнат 32 °C. Валежите са основно през лятото, като в централната част на долината много рядко има валежи от сняг. Районът получава около 820 mm дъждовни валежи годишно от юни до септември/октомври, като през останалата част на годината почти не вали.
Максимална температура: 34 °C (1983 година)
Минимална температура: -7 °C (1973 година)
Слабите ветрове на антициклоните системи не могат да помогнат на замърсяването на града, което е създавано от 50 000 различни индустрии и над 4 милиона моторни превозни средства, които се намират на неговата територия. През 1980-те замърсяването на града достига ниво на екологична катастрофа. Това довежда до решението на президента Мигел де ла Мадрид Уртадо да обяви една голяма част за екологичен резерват.
Климатът се характеризира с два сезона. Дъждовният сезон е от юни до октомври, когато ветровете донасят влага от океана. Сухият сезон е от ноември до май, когато въздухът е сух. Последният се разделя на два подсезона – студен, от ноември до февруари, когато въздушни маси от север позволяват въздуха да се задържи сух и студен, и топъл, от март до май, когато преобладават тропическите ветрове, които все още не носят достатъчно влага за дъждове.

## Административно делене
Централната и южна части на града заедно с южните предградия образуват така наречения федерален район, административна единица, която има смисъла на щат, но се ползва с особен и специален статут. Практически останалата част на градската агломерация влиза в различни общини. Федералният район е разделен на 16 отделни квартала (на испански: delegaciones), които не са еквивалентни на българските квартали, а по-скоро на общини, но не напълно. От 2000 година управниците им се избират по мажоритарната система.

| Квартали на федералния район |                                                 |                  |            |
|                              |                                                 |                  |            |
| Номер                        | Квартал                                         | Население (2020) | Площ (km²) |
| 1                            | Алваро Обрегон (Álvaro Obregón)                 | 759 137          | 96,17      |
| 2                            | Аскапотсалко (Azcapotzalco)                     | 432 205          | 33,66      |
| 3                            | Бенито Хуарес (Benito Juárez)                   | 434 153          | 26,63      |
| 4                            | Койоакан (Coyoacán)                             | 614 447          | 54,40      |
| 5                            | Куахималпа де Морелос (Cuajimalpa de Morelos)   | 217 686          | 74,58      |
| 6                            | Куаутемок (Cuauhtémoc)                          | 545 884          | 32,40      |
| 7                            | Густаво А. Мадеро (Gustavo A. Madero)           | 1 173 351        | 94,07      |
| 8                            | Истакалпо (Iztacalco)                           | 404 695          | 23,30      |
| 9                            | Истапалапа (Iztapalapa)                         | 1 835 486        | 117,00     |
| 10                           | Ла Магдалена Контрерас (La Magdalena Contreras) | 247 622          | 74,58      |
| 11                           | Мигел Идалго (Miguel Hidalgo)                   | 414 470          | 46,99      |
| 12                           | Милпа Алта (Milpa Alta)                         | 152 685          | 228,41     |
| 13                           | Тлагуак (Tláhuac)                               | 392 313          | 85,34      |
| 14                           | Тлалпан (Tlalpan)                               | 699 928          | 340,07     |
| 15                           | Венустиано Каранса (Venustiano Carranza)        | 443 704          | 33,40      |
| 16                           | Сочимилко (Xochimilco)                          | 442 178          | 118,00     |
|                              | Общо                                            | 9 209 944        | 1487       |

## Демография
Най-големият растеж на населението на град Мексико е през втората половина на XX век: от 3 милиона жители през 1950 до 18 – 22 милиона (в зависимост от границите на града) през 2000 година. Историческият център на град Мексико е най-старият квартал със сгради от XVI век. Той попада в така наречения федерален район. Населението на този район е 8 605 239 души. Останалата част от града влиза в рамките на щата Мексико.
Исторически погледнато, долината Анауак е една от най-гъсто населените. След като федералният район е основан през 1824 година, градската част на Мексико се разпростира до квартала Куаутемок. През XX век елитът се установява в южните и западни части на града. Според преброяването от 1921 година, 54,78% от населението на града се считат за метиси (местно население смесено с европейците), 22,79% европейско и 18,74% местно (потомци на древните индианци). По това време градът има население 1 милион души.
До около 1980-те федералният район е най-гъсто населеното място, но оттогава населението му остава постоянно – около 8 700 000 души. С население от около 20 милиона по данни от 2008 година, общината е една от най-гъсто населените в света. Въпреки това годишният растеж е значително по-малък, отколкото на други места. Притокът на хора, миграцията към федералния район в периода от 1995 до 2000 година е отрицателна.
Нахуатъл, отоми, михтеко, сапотеко и масауа са основните местни езици, които се говорят в Мексико. От друга страна, Мексико е място за екстрадирани или емигрирали от други латиноамерикански държави – Аржентина, Чили, Уругвай, Колумбия, Бразилия и Венецуела, както и от Европа – предимно Германия и Испания, но също така Франция, Румъния, Италия и Полша, от Близкия изток (Либия и Сирия), и в близките години от Азия (Китай и Южна Корея). Мексико също така има най-голямата общност от американци (САЩ), живеещи извън пределите на страната. Според различните източници те са оценявани на 440 000 до 600 000. Официалният език е испански.
Преобладаващата част (90,5%) от жителите на града принадлежат към римокатолическата църква. Съществуват също така протестанти, будисти и различни ислямски и еврейски групи.

## Икономика
Мексико е един от най-важните икономически центрове в Латинска Америка. Федералният район произвежда 21,8% от брутния вътрешен продукт на страната, който възлиза на 315 милиарда долара, 8-и в света след Токио, Ню Йорк, Лос Анджелис, Чикаго, Париж, Лондон и Осака, и най-големият в Латинска Америка. Икономиката на град Мексико се нарежда на 30-о място в света.
Мексико допринася най-голямата част от индустрията на страната (15,8%), а също така и в областта на услугите (25,3%). Поради защитените от закона територии, федералният район има най-малкият принос към селското стопанство. Град Мексико има една от най-бързорастящите икономики в света и брутният вътрешен продукт се предвижда да се удвои до 2010 година.
Мексико е най-богатият град в цяло Мексико, а също така и в цяла Латинска Америка. Градът има индекс от 0,937, който е идентичен с този на Република Корея. Разходите на едно средно домакинство в града са сравними с тези на домакинствата в Германия и Япония. В столицата домакинствата имат по-малко членове, средно 3,7 в сравнение със средното за страната 4,0.
БВП на глава от населението е $25 258, което е сравнимо с БВП на относително богати страни като Южна Корея. Горните 25% от населението имат доходи от порядъка на $98 517 през 2007 година. Поради високата покупателна способност на населението на града, Мексико е привлекателно място за компании, които произвеждат луксозни стоки. Броят на магазините, особено тези, които продават луксозни коли, технологии, бижутерия и облекло, нараства значително след 2003 година.
Общото лично богатство от частните доходи на гражданите на цялата федерална област се оценява на 536,95 милиарда щатски долара, 146 милиарда щатски долара по-голямо от БВП на града от 390 милиарда щатски долара, като се вземе предвид само чистата стойност на стоки, услуги и други активи. Икономическите реформи на президента Карлос Салинас де Гортари имат огромен ефект върху града. Много бизнеси и банки биват приватизирани. Той съща така подписва с НАФТА.

## Образование
Един от най-престижните университета на цяла Америка, Националният автономен университет на Мексико се намира в Мексико. Той е най-големият университет на континента с общо 305 969 студенти в различни специалности и дисциплини. Три нобелови лауреати, много мексикански бизнесмени и почти всички съвременни президенти на Мексико са възпитаници на този университет. Националният автономен университет на Мексико провежда 50% от научните изследвания и разработки и има сателитни клонове в цялата страна, обсерватории и научни изследователски центрове и институти. Той е на 195-о място в списъка на 200-те най-добри университета в света. Главният корпус на университета, известен като Университетският град (Ciudad Universitaria), е обявен за световно наследство от ЮНЕСКО през 2007 година.
Второто по големина висше учебно заведение е Националният политехнически институт, където се изучават различни научни и технически дисциплини. Други висши училища в града включват Метрополитен автономен университет, Автономен технологичен институт на Мексико, Институт за технология и висше образование „Монтерей“, Панамерикански университет и много други. Градът има много както обществени, така и частни университети. Престижният Калифорнийски университет също има представителство тук, известно като Каса де Калифорния.
Училищата от 1-ви до 13-и клас се субсидират от държавата. В гимназиите се учат както мексикански деца, така и много чужденци. Съществуват гимназии с преподаване на чужди езици, между които най-известни са Немският колеж, Японската гимназия, Корейското училище, Френската гимназия и Американското училище.

## Спорт
Най-големият стадион в града е Естадио Ацтека.

## Туризъм
Град Мексико е популярна туристическа дестинация като древен мезоамерикански град и мястото на много от популярните туристически атракции, като например Пирамидата на Слънцето и Пирамидата на Луната (Теотиуакан). Други туристически зони, като „Зона Роса“ или търговския район, голямата катедрала, Ангел на независимостта (колона), Пласа Мехико (арена на борба с бикове), Пасео де ла Реформа (булевард), небостъргачът Торе Латиноамерикана, Национален дворец (Мексико), Ел Паленке, Темпло Майор и един от най-големите обществени площади в света Ел Сокало (Площад на Конституцията) са тук. Мексико разполага и с един от най-добрите музеи в света: Национален музей по антропология, Къщата музей на Фрида Кало и други.

## Побратимени градове
- Берлин, Германия от 1993 г.
- Добрич, България
- Чикаго, САЩ от 1991 г.

## Известни личности
Родени в град Мексико
- Габриел Фигероа (1907 – 1997), кинооператор
- Педро Армендарис (1912 – 1963), актьор
- Октавио Пас (1914 – 1998), писател
- Густаво Алатристе (1922 – 2006), продуцент
- Мариса Гаридо (1926 – 2021), писателка, сценаристка и драматург
- Клаудио Брук (1927 – 1995), актьор
- Хоакин Капия (1928 – 2010), състезател по скокове във вода
- Беатрис Шеридан (1934 – 2006), актриса и режисьор
- Хосе Луис Куевас (1936 – 2017), художник
- Артуро Рипщайн (р. 1943), режисьор
- Алехандро Пелайо (р. 1945), режисьор
- Педро Дамян (р. 1952), актьор, режисьор и продуцент
- Кари Фахер (р. 1953), сценаристка и драматург
- Бенхамин Кан (р. 1953), режисьор
- Алехандро Гамбоа (р. 1954), режисьор
- Карла Естрада (р. 1956), продуцентка
- Лаура Сапата (р. 1956), актриса
- Роси Окампо (р. 1959), продуцентка
- Алехандро Поленс (р. 1961), сценарист
- Клаудия Шейнбаум (р. 1962), физичка,  кмет на столицата Мексико – първата еврейка на тази дръжност (2018 - 2023) и първата жена президент на Мексико (2024)
- Габриела Ортигоса (р. 1962), писателка и сценаристка
- Хосе Алберто Кастро (р. 1963), продуцент
- Химена Суарес (р. 1965), сценаристка
- Анхелика Ривера (р. 1969), актриса и Първа дама на Мексико (2012 – 2018)
- Шантал Андере (р. 1970), актриса
- Талия (р. 1971), певица и актриса
- Хуан Карлос Алкала (р. 1973), сценарист и драматург

Починали в град Мексико
- Педро де Ганте (1480 – 1572), мисионер
- Бенито Хуарес (1806 – 1872), политик
- Франсиско Мадеро (1873 – 1913), политик
- Лев Троцки (1879 – 1940), съветски политик
- Алфонсо Рейес (1889 – 1959), писател
- Луис Сернуда (1902 – 1963), испански поет
- Леон Фелипе (1884 – 1968), испански поет
- Б. Травен (1882 – 1969), писател
- Артуро де Кордова (1907 – 1973), актьор
- Алекс Филипс (1900 – 1977), кинооператор
- Хулиан Солер (1907 – 1977), режисьор и актьор
- Луис Бунюел (1900 – 1983), режисьор
- Емилио Фернандес (1904 – 1986), режисьор и актьор
- Конча Мендес (1898 – 1986), писателка
- Хуан Рулфо (1917 – 1986), писател
- Каридад Браво Адамс (1908 – 1990), писателка и сценаристка
- Клаудио Брук (1927 – 1995), актьор
- Габриел Фигероа (1907 – 1997), кинооператор
- Октавио Пас (1914 – 1998), писател
- Либертад Ламарке (1908 – 2000), актриса и певица
- Марга Лопес (1924 – 2005), актриса
- Консуело Веласкес (1916 – 2005), музикантка
- Беатрис Шеридан (1934 – 2006), актриса и режисьор
- Лилия Прадо (1928 – 2006), актриса
- Хоакин Капия (1928 – 2010), състезател по скокове във вода
- Леонора Карингтън (1917 – 2011), художничка
- Хосе Луис Куевас (1936 – 2017), художник
- Мариса Гаридо (1926 – 2021), писателка, сценаристка и драматург